# A Barbanza
A Barbanza egy comarca (járás) Spanyolország Galicia autonóm közösségében, A Coruña tartományban. Székhelye . Népessége 2005-ös adatok szerint 69 941 fő volt.

## Települések
A székhely neve félkövérrel szerepel.
- A Pobra do Caramiñal
- Boiro
- Rianxo
- Ribeira